# Cratyna barretoi
Cratyna barretoi är en tvåvingeart som beskrevs av Lane 1960. Cratyna barretoi ingår i släktet Cratyna och familjen sorgmyggor. Inga underarter finns listade i Catalogue of Life.